# Violences sexuelles au travail
Pour un article plus général, voir Harcèlement sexuel au travail.
En droit français, les violences sexuelles faites au travail désignent tout comportement non consenti, à connotation sexuelle, réalisé dans un environnement professionnel, par un supérieur hiérarchique, un collègue ou un client. Il peut s'agir de plaisanteries à connotation sexuelle, d'exhibition, de harcèlement sexuel, d'agressions sexuelles, de viols… Il peut s'agir d'actes isolés d'une particulière gravité ou d'actes répétitifs à connotation sexuelle qui caractérisent une situation de harcèlement sexuel.
La responsabilité de l'employeur est engagée dans le cadre de son obligation de sécurité, même si ces faits sont commis « hors du temps et du lieu de travail ».
Le harcèlement sexuel au travail doit être différencié du harcèlement moral :
- Le harcèlement sexuel est constitué par des propos et comportements à connotation sexuelle répétés qui : soit portent atteinte à la dignité du salarié en raison de leur caractère dégradant ou humiliant, soit créent à son encontre une situation intimidante, hostile ou offensante.Il peut aussi s'agir de pressions graves, mêmes non répétées, exercées dans le but réel ou apparent d'obtenir un acte de nature sexuelle, que cet acte soit recherché au profit de l'auteur des faits ou au profit d'un tiers[3].
- Le harcèlement moral est défini par des agissements répétés qui ont pour objet ou pour effet une dégradation des conditions de travail susceptible de porter atteinte aux droits et à la dignité du salarié ; d'altérer sa santé physique ou mentale ; ou de compromettre son avenir professionnel.

Les violences sexuelles faites au travail sont souvent commises par abus d’autorité dans le cadre hiérarchique de l'organisation du travail. Plus la victime est au bas de l'échelle et moins elle a de possibilités de faire valoir ses droits : en France, dans 95 % des cas cela se termine par un licenciement,. L'agresseur peut être l'employeur, chef hiérarchique, collègue ou un client. Concernant le harcèlement sexuel au travail, dans 41% des cas les victimes et les auteurs sont de même niveau hiérarchique.
Si les victimes et les auteurs de ces violences peuvent être des hommes comme des femmes, homosexuels comme hétérosexuels, les études statistiques nationales mettent en évidence que les victimes des violences sexuelles sont majoritairement des femmes et les auteurs de violences sont souvent des hommes,.

## Victimologie

### En France
Sur le sujet, les études de victimologie reposent essentiellement sur des sondages. Ainsi en France :
- En octobre 2017 l'entreprise de recrutement QAPA réalise un sondage sur 4,5 millions de salariés. Il en ressort que 52% des femmes et 27% des hommes auraient déclaré avoir subi un fait de harcèlement sexuel au travail. Si 72% des femmes victimes se seraient confiées à une tierce personne, seulement 4% déclareraient avoir déposé plainte. Le tabou chez les hommes serait encore plus important : si 33% des hommes victimes se seraient confiés, seulement 1% aurait osé porter plainte. La même étude précise que le trajet domicile-travail serait plus craint par les employés (45% des femmes, 39% des hommes) que le lieu de travail lui-même (29% des femmes et 33% des hommes). 85% des femmes et 78% des hommes considèreraient que la séduction au travail n'est désormais plus possible[12].
- En octobre 2017 un sondage réalisé auprès des seuls internautes indique que 17 % des femmes internautes et 7 % des hommes internautes auraient subi un fait de harcèlement sexuel au travail[13].
- En 2016 un sondage annonçait que 28% des femmes déclarent y avoir déjà été confrontées (13% «plusieurs fois» et 15% « une fois » ), la même étude annonçant le chiffre de 7% d'hommes qui auraient déjà dû faire face à des paroles ou des gestes relevant du harcèlement sexuel (3% « plusieurs fois » et 4% « une fois »)[14].
- En 2015 une enquête Virage commandée par l'INED a estimé que sur une période de douze mois 128000 femmes et 67500 hommes avaient été victime de violences sexuelles (hors harcèlement sexuel et exhibitionnisme) dans l'espace de vie du travail[15].

Ces chiffres sont à interpréter en sachant que près de 30% des victimes de harcèlement n’en parlent à personne, moins d’une victime sur quatre fait part à la direction ou à l’employeur, que seulement 5% des cas sont portés devant la justice, et que la prise de parole des hommes victimes serait plus difficile que celle des femmes victimes.

## Conséquences psychologiques

### Risques psychosociaux
Les risques psychosociaux (RPS) sont définis comme « des risques pour la santé mentale, physique et sociale, engendrés par les conditions d’emploi et les facteurs organisationnels et relationnels susceptibles d’interagir avec le fonctionnement mental ».
Les violences sexuelles au sein d'une entreprise entraînent des réactions d'agressivité ou de fuite de la part des salariés, avec pour conséquences des tensions au sein des équipes, une perte de motivation, de l'absentéisme. Ces comportements affectent l'entreprise, en matière de performance, d'image. On constate que ces risques sont amplifiés lorsque l'entreprise a recours au travail en horaires « atypiques » (travail de nuit, travail posté, à horaires étalés, variables, décalés, temps partiel) ou lorsqu'en parallèle il existe d'autres circonstances de stress liées aux conditions de travail.

### Conséquences psychosomatiques
Elles relèvent d'un stress sévère post traumatique (TSPT), avec ses réponses associées :
- Physiologiques : ulcères gastriques, syndrome de fatigue chronique, migraine, fibromyalgie, aménorrhée, syndrome prémenstruel, psoriasis, asthme, obésité, aggravation de maladies cardiovasculaire, de l'hypertension, déficits immunitaires et nutritionnels, augmentation du dommage oxydatif…
- Psychologiques : cauchemars, flashbacks, insomnies, hypervigilance, réactions d'évitement des souvenirs et des éléments qui rappellent le trauma, phobies, anxiété, crises de panique, dépression, troubles de l'alimentation, addictions…

Selon des études scientifiques, les hommes victimes de harcèlement sexuel auraient plus de risque de troubles mentaux ou de dépression que les femmes, notamment pour les militaires qui seraient dix fois plus susceptibles d’être victime de harcèlement sexuel que des civils masculins.

## Cadre juridique

### En France

#### Loi du 6 août 2012 et article 222-33 du Code Pénal[20],[21]
Il est disposé que « le harcèlement sexuel est le fait d'imposer à une personne, de façon répétée, des propos ou comportements à connotation sexuelle qui soit portent atteinte à sa dignité en raison de leur caractère dégradant ou humiliant, soit créent à son encontre une situation intimidante, hostile ou offensante ». Le second alinéa de cette loi précise que « est assimilé au harcèlement sexuel le fait, même non répété, d'user de toute forme de pression grave dans le but réel ou apparent d'obtenir un acte de nature sexuelle, que celui-ci soit recherché au profit de l'auteur des faits ou au profit d'un tiers ».
Les peines prévues sont de 3 ans d'emprisonnement et 45 000 € d'amende lorsque les faits sont commis :
- Par une personne qui abuse de l'autorité que lui confèrent ses fonctions ;
- Sur un mineur de quinze ans ;
- Sur une personne dont la particulière vulnérabilité, due à son âge, à une maladie, à une infirmité, à une déficience physique ou psychique ou à un état de grossesse, est apparente ou connue de leur auteur ;
- Sur une personne dont la particulière vulnérabilité ou dépendance résultant de la précarité de sa situation économique ou sociale est apparente ou connue de leur auteur ;
- Par plusieurs personnes agissant en qualité d'auteur ou de complice.

#### Articles L1153-1 à 6 du Code du travail[22]
- Article L1153-1 : Aucun salarié ne doit subir des faits : soit de harcèlement sexuel, constitué par des propos ou comportements à connotation sexuelle répétés qui soit portent atteinte à sa dignité en raison de leur caractère dégradant ou humiliant, soit créent à son encontre une situation intimidante, hostile ou offensante ; soit assimilés au harcèlement sexuel, consistant en toute forme de pression grave, même non répétée, exercée dans le but réel ou apparent d'obtenir un acte de nature sexuelle, que celui-ci soit recherché au profit de l'auteur des faits ou au profit d'un tiers.
- Article L1153-2 : Aucun salarié, aucune personne en formation ou en stage, aucun candidat à un recrutement, à un stage ou à une formation en entreprise ne peut être sanctionné, licencié ou faire l'objet d'une mesure discriminatoire, directe ou indirecte, notamment en matière de rémunération, de formation, de reclassement, d'affectation, de qualification, de classification, de promotion professionnelle, de mutation ou de renouvellement de contrat pour avoir subi ou refusé de subir des faits de harcèlement sexuel tels que définis à l'article L. 1153-1, y compris, dans le cas mentionné au 1° du même article, si les propos ou comportements n'ont pas été répétés.
- Article L1153-3 : Aucun salarié, aucune personne en formation ou en stage ne peut être sanctionné, licencié ou faire l'objet d'une mesure discriminatoire pour avoir témoigné de faits de harcèlement sexuel ou pour les avoir relatés.
- Article L1153-4 : Toute disposition ou tout acte contraire aux dispositions des articles L. 1153-1 à L. 1153-3 est nul.
- Article L1153-5 : L'employeur prend toutes dispositions nécessaires en vue de prévenir les faits de harcèlement sexuel, d'y mettre un terme et de les sanctionner. Dans les lieux de travail ainsi que dans les locaux ou à la porte des locaux où se fait l'embauche, les personnes mentionnées à l'article L. 1153-2 sont informées par tout moyen du texte de l'article 222-33 du code pénal.
- Article L1153-6 : Tout salarié ayant procédé à des faits de harcèlement sexuel est passible d'une sanction disciplinaire.

#### Article 226-10 du Code Pénal[23]
Cet article de loi concerne les dénonciations calomnieuses. Il stipule depuis le 11 juillet 2010 qu'un tribunal doit établir qu'un fait n'a pas été commis pour que ce jugement puisse servir à une victime de dénonciation calomnieuse pour obtenir réparation. Cette particularité fit suite à l'action de l'association féministe Association européenne contre les violences faites aux femmes au travail auprès du gouvernement et du législateur, malgré l'opposition de la LDH, d'Amnesty International et d'associations de magistrats et d'avocats. La version précédente de cet article stipulait qu'une victime de dénonciation calomnieuse pouvait obtenir réparation même si la réalité du fait de violences n'avait pas été établie. La version actuelle semble poser problème dans de nombreux cas, des analyses relevant que désormais il serait très difficile pour une réelle victime de dénonciations calomnieuses d'obtenir réparation,.

## Méthodologie face à ces violences

### Prévention du risque
Plusieurs mesures peuvent être prises pour prévenir les agressions.
- Des mesures réglementaires : L'employeur doit prendre toutes dispositions nécessaires en vue de prévenir les faits de harcèlement sexuel. Sur les portes de locaux doivent être mentionnés les termes de la loi du 6 août 2012. S'il est informé d'une agression l'employeur doit y mettre un terme et prendre des mesures disciplinaires[27].
- Des mesures d'information : pour renseigner les salariés et les intervenants dans l'entreprise de ce qui constitue un fait de violence sexuelle : propos, geste, comportement. Les sanctions prévues peuvent aussi être détaillées ainsi que les procédures mises en place pour accompagner les victimes dans leurs démarches et leur reconstruction.
- Des mesures structurelles : cela peut concerner les plages horaires de travail du personnel, les plannings d'intervention sur le terrain, une restructuration de l'espace de travail, une réorganisation des équipes.
- Des mesures d'accompagnement des victimes : que ce soit au niveau des plaintes déposées, dans la mise en œuvre des procédures prévues, d'un accompagnement médical et psychologique proposé par l'entreprise, de toute forme de soutien.

La loi n°2016-1088 du 8 août 2016 (article L4121-2) fait obligation à l'employeur d'intégrer dans les mesures de prévention les questions de harcèlement sexuel et celles d'agissements sexistes définis comme « tout agissement lié au sexe d'une personne, ayant pour objet ou pour effet de porter atteinte à sa dignité ou de créer un environnement intimidant, hostile, dégradant, humiliant ou offensant ».

### Dénoncer l'acte subi
Face à ce type d'agression une victime doit suivre un cheminement précis pour dénoncer l'acte subi.
- 1re étape : rassembler les preuves. Les éléments pris en compte par la justice sont : les certificats médicaux ; les témoignages et attestation sur l'honneur des collègues, clients ou tout autre tiers régulièrement en contact dans le cadre de l'activité professionnelle ; les SMS ou mail.
- 2e étape : s'adresser aux bons interlocuteurs. Les interlocuteurs privilégiés sont l'employeur si possible, les représentants du personnel (membre du CHSCT, délégué du personnel, ou organisation syndicale représentative) ; le médecin du travail ; l'inspecteur du travail ; le médecin traitant.
- 3e étape : utiliser son droit de retrait. Les juges reconnaissent à la victime de harcèlement le droit de cesser son activité si elle justifie qu'elle encoure un danger grave et imminent pour sa santé en raison des comportements réitérés menaçants, humiliants ou traumatisants de l'auteur du harcèlement. En cas de droit de retrait le salarié ne peut pas être sanctionné par son employeur dès lors qu'il avait une raison de penser que la situation présentait un danger grave et imminent.

## Acteurs de la lutte contre les violences sexuelles au travail

### En France

#### Associations d'aide aux victimes
Les associations d'aide aux victimes interviennent auprès des victimes de violences sexistes et/ou sexuelles commises sur le lieu de travail.
Leurs activités sont multiples : écoute, orientation, conseil et accompagnement juridique, lobbying. Elles peuvent être également des lieux de ressources documentaires et statistiques.
- L'Association européenne contre les violences faites aux femmes au travail (AVFT)[30],[31].

- Le Collectif de lutte contre le harcèlement sexuel dans l’enseignement supérieur (CLASCHES)[32],[33].

- Centre national d'Information sur les droits des femmes et des familles (CNIDFF)[33] et ses antennes régionales.

#### Institutions
Les institutions publiques veillent au respect et à l'application effective des politiques publiques de lutte contre les violences faites aux femmes au travail. Pour ce faire, elles disposent de plusieurs leviers d'action : information sur les droits, numéro vert 3919, publication de rapports et d'études statistiques.
- Secrétariat d’État chargé de l’Égalité entre les hommes et les femmes et de la lutte contre les discriminations[34].

- Agence nationale pour l'amélioration des conditions de travail (ANACT)[35].

- Haut Conseil à l'égalité entre les femmes et les hommes (HCE)[36].